# The First Chapter
The First Chapter – pierwszy singel wydany przez szwedzką grupę Dream Evil, wykonującą heavy/power metal.

## Lista utworów
1. The Book of Heavy Metal (edit) – 03:48
2. Tired – 03:49
3. Point of No Return – 3:51

## Twórcy
- Niklas Isfeldt – śpiew
- Fredrik Nordström – gitara, instrumenty klawiszowe
- Gus G. – gitara
- Peter Stålfors – gitara basowa
- Snowy Shaw – perkusja